# Genetta abyssinica
La jineta etíope (Genetta abyssinica) es una especie de mamífero carnívoro perteneciente a la familia Viverridae. Es nativo de Etiopía, Eritrea, Somalia, Sudán y Yibuti. Habita en páramos, praderas y regiones semidesérticas. La jineta etíope está catalogada como especie bajo preocupación menor por la Lista Roja de la UICN. No tiene subespecies. 